# Інноваційні технології
Інноваці́йні техно́логії  — радикально нові чи вдосконалені технології, які істотно поліпшують умови виробництва або самі виступають товаром.

## Основні параметри
Зазвичай мають знижену капіталомісткість, характеризуються більшою екологічністю й меншими енергопотребами.

## Види
- Впровадження
- Підготовка кадрів і інкубація малих підприємств
- Консалтинг
- Аудит
- Інжиніринг.